# Arteria cerebelosa inferior anterior
La arteria cerebelosa inferior anterior (generalmente abreviado en los textos como AICA, por sus siglas en inglés: anterior inferior cerebellar artery) es una arteria que se origina en la arteria basilar. Irriga el cuarto anteroinferior del cerebelo.

## Ramas
Se ramifica en la arteria posterior, y habitualmente también en la arteria raquídea posterior (que no emite ramas y se distribuye hacia la médula espinal) y la arteria laberíntica.

## Trayecto
Tras su nacimiento en la arteria basilar, pasa hacia atrás para distribuirse por la parte anterior de la superficie inferior del cerebelo, anastomosándose con la arteria cerebelosa posteroinferior.

Arterias de la base del cerebro. El polo temporal del telencéfalo y una porción del hemisferio cerebelar han sido retirados en el lado derecho (mitad izquierda del diagrama). Aspecto inferior (visto desde debajo).

## Distribución
Irriga la parte anteroinferior del cerebelo, las porciones inferior y lateral del puente y del cerebelo, y, a veces, el oído interno y la porción superior de la médula espinal.

## Segmentos
En la nomenclatura tradicional, la AICA tiene cuatro segmentos, que llevan el nombre de la región anatómica:
·     pontino anterior
·     pontino lateral
·     flóculopeduncular
·     cortical

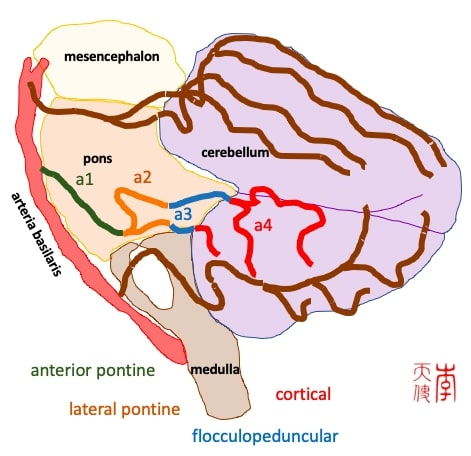
Segmentos de la AICA, antigua y nueva nomenclatura

En 2011, el grupo de neurocirugía de San Francisco propuso una nomenclatura más fácil de recordar, análoga a la de las arterias supratentoriales, pero con letra minúscula (s para Arteria cerebelosa superior, a para cerebelosa ántero-inferior y p para Arteria cerebelosa inferior posterior, haciendo más fácil su retención. En la tabla inferior, está la correspondencia entre ambas clasificaciones. 

| Nomenclaturas clásica y nueva (Rodríguez-Hernández) para segmentos de arteria cerebelosa ántero-inferior | Nomenclaturas clásica y nueva (Rodríguez-Hernández) para segmentos de arteria cerebelosa ántero-inferior |
| --- | --- |
| a1 | pontino anterior                                                                                         |
| a2 | pontino lateral                                                                                          |
| a3 | flóculopeduncular                                                                                        |
| a4 | cortical                                                                                                 |

## Patología
Los datos clínico proeminentes del infarto en territorio de la ACAI son vértigo, ataxia cerebelosa y disminución de la audición.
La oclusión de la ACAI da lugar al síndrome pontino lateral (o de Marie-Fox), también conocido como el síndrome de la ACAI.